# NGC 3980
NGC 3980 (NGC 3977) je spiralna galaktika u zviježđu Velikom medvjedu. Naknadno je utvrđeno da je NGC 3977 ista galaktika.

## Vanjske poveznice
- (eng.) SEDS: NGC 3980
- (eng.) Revidirani Novi opći katalog
- (eng.) Izvangalaktička baza podataka NASA-e i IPAC-a
- (eng.) Astronomska baza podataka SIMBAD
- (eng.) VizieR